# Erebia crollensis
Erebia crollensis är en fjärilsart som beskrevs av De Lesse 1947. Erebia crollensis ingår i släktet Erebia och familjen praktfjärilar. Inga underarter finns listade i Catalogue of Life.